# 桃太郎活劇
『桃太郎活劇』（ももたろうかつげき）は、1990年9月21日にハドソンより発売されたPCエンジン用のアクションゲーム。

## 概要
『桃太郎伝説』『桃太郎電鉄』をはじめとするゲームシリーズ「桃太郎シリーズ」初のアクションゲーム。アクションゲームを苦手とする桃太郎シリーズの作者・さくまあきらの提案により、「かならずエンディング! ぜったいエキサイティング!」のキャッチコピーが掲げられ、どのようなプレイヤーでもエンディングに到達できるよう複数の難易度が用意されている。
従来のシリーズと同じく桃太郎を主人公とし、設定も踏襲されている。また、シリーズ定番のキャラクターも多く登場する。
同様のシステムを用いたアクションゲームとして、1993年8月8日には『桃太郎電劇』が、1994年12月16日には『桃太郎電劇2』が発売された（いずれもゲームボーイ用ソフト）。

## 難易度
かんたんモード
ステージ中の穴に落ちてもミスにならず、その場で大ジャンプして復帰する。敵の上に乗る事ができる。敵が放つ飛び道具を全て打ち落とせる。他のモードと違い、上に乗ると落下する地形に乗っても落下しない。ミスした後は、ステージ内でゲーム再開用のパスワードを閲覧したエリアからプレイが続行される。ライフの最大値は8。
ふつうモード
ステージ中の穴に落ちてもミスにならず、ダメージを受けた上で復帰する。ミスをすると所持金が半分になる。ミスした後はステージの最初からプレイが再開される。ライフの最大値は6。
むずかしモード
ステージ中の穴に落ちるとミスになる。敵が放つ飛び道具が画面端まで届く。落下する地形の落下速度が速い。ミスをすると所持金が3分の1になる。ライフの最大値は4。
ゲロゲロモード
むずかしモードをクリアするとプレイできる。ミスをすると所持金が0になる。ライフの最大値は3。

## ステージ
花咲かの村
緑豊かなステージ。ステージボスを倒すとイヌが仲間になる。
金太郎の村
岩地の多いステージ。ステージボスを倒すとキジが仲間になる。
寝太郎の村
地面が雪や氷に覆われたステージ。後半では氷でできた塔を登る。ステージボスを倒すとサルが仲間になる。
浦島の村
海岸や水中を進むステージ。水中では「カッパのみずかき」が無いと下に沈む。
カチカチ山の村
溶岩が沸いているステージ。溶岩に触れるとダメージを受ける。
一寸法師の村
鬼の体内を冒険するステージ。至る所に柔毛が存在し進行を妨げる。
竹取の村
竹林が広がるステージ。足場が少ない地形を上方に向かって進んでいく。
鬼ヶ島
最終ボスの閻魔大王が待ち構えるステージ。道中ではこれまでのステージに登場したボス敵たちと戦うことになる。

## アイテム
きびだんご
ライフが3ポイント回復する。お供を呼ぶときにも使用する。
からだのオニギリ
ライフが1ポイント回復する。
技のオニギリ
後述の「術」の使用時に消費する技値が1ポイント回復する。
ユキのオニギリ
ライフと技値がともに1ポイント回復する。
日輪のつぶて
一定時間、前方に炎を噴射して攻撃できる。
氷河のつぶて
一定時間、敵や地形を貫通する氷の粒を発射して攻撃できる。
かくれみの
一定時間無敵になる。
かんじき
氷の上で滑らなくなる。
カッパのみずかき
水中ステージで沈まなくなる。
ももふれボウズ
一定時間、空中から連続で桃を落として攻撃する。
オナラのもと
一定時間、オナラを出して後方の敵を攻撃できる。オナラは画面端まで届く。

## 術
ステージ内の庵にいる仙人の修行をクリアすると、道中で使用できる「術」を授けられる。修行内容は、「仙人が出すクイズに5問連続で正解する」「仙人と『あっち向いてホイ』をして先に2勝する」のいずれか。
術の使用時には、画面右上に表示されている技値を消費する。「ももひえん」「ぱろぷんて」を除き、一定時間経過後に効果が切れる。
ももひえん
各ステージ序盤にある村へ一瞬で戻れる。
ももジャンプ
ジャンプ力が2倍になる。
ももコロコロ
桃を前方に次々と転がして攻撃する。
ももまわし
桃太郎の周囲を桃が回り敵の攻撃を防ぐ。
ももばくはつ
桃太郎の体から放射状に桃を発射して攻撃する。
ももつなみ
波のような軌道で桃を前方に次々と飛ばして攻撃する。
ぱろぷんて
何が起こるか分からない。

## お供
きびだんごを食べさせることでお供が加勢する。
イヌ
花咲かの村で仲間になる。一定時間、前方に爆弾を投げる。
キジ
金太郎の村で仲間になる。一定時間、桃太郎が空中を飛べるようになる。
サル
寝太郎の村で仲間になる。一定時間、桃太郎の真似をして攻撃する。

## 武器
武器を振ることで前方に弾を発射できる。弾の飛距離や大きさは武器ごとに異なる。
木刀
初期装備。
刀
弾の飛距離が木刀よりも長い。
白虎の剣
弾を二連射できる。
飛龍の剣
弾が画面端まで届く。
阿修羅の剣
弾を三連射できる。
鳳凰の剣
大きめの弾を発射できる。
勇気の剣
弾の大きさが最大になる。

## 防具
竹の胴
初期装備。
赤胴
被ダメージが3/4になる。
皐月の胴
被ダメージが半分になる。
勇気の胴
被ダメージが1/4になる。

## スタッフ
- ゲーム監督：桝田省治
- キャラ・デザイン：土居孝幸
- ゲーム音楽：吉田美智子
- メイン・プログラマー：奥野仁
- サブ・プログラマー：小坂恭洋
- デザイン： 高岡史江、角谷篤志、藤本佳代
- サウンド：滝本利昭、星恵太
- ディレクター：藤原茂樹
- ゲーム監修：さくまあきら

## 評価
ゲーム誌「ファミコン通信」の「クロスレビュー」では合計26点（満40点）、「月刊PCエンジン」では75・75・80・80・90の平均80点、「マル勝PCエンジン」では8・9・10・7の合計34点（満40点）、「PC Engine FAN」の読者投票による「ゲーム通信簿」での評価は以下の通り23.55点（満30点）。同雑誌1993年10月号特別付録の「PCエンジンオールカタログ'93」では、「難易度を変えることができる親切設計で、アクションの苦手な人でもエンディングが楽に見られる」と紹介されている。
| 項目 | キャラクタ | 音楽 | 操作性 | 熱中度 | お買得度 | オリジナリティ | 総合  |
| 得点 | 4.56       | 3.93 | 3.83   | 3.81   | 3.68     | 3.74           | 23.55 |